# コヤニスカッツィ
『コヤニスカッツィ／平衡を失った世界』（Koyaanisqatsi）は、1982年製作のドキュメンタリー映画。監督はゴッドフリー・レッジョ、ミニマリスト作曲家のフィリップ・グラスが音楽を担当。撮影はロン・フリック。スローモーションと微速度撮影（低速度撮影）の映像を取り入れ、アメリカ国内の都市風景と自然景観で構成された作品。
この作品にはナレーションや台詞が一切挿入されず、一連の映像とバックに流れる音楽の提示という形式で統一されている。タイトルの「コヤニスカッツィ」とは、ホピの言葉で「常軌を逸し、混乱した生活。平衡を失った世界」(life of moral corruption and turmoil, life out of balance)の意。作中に映し出される現代人の生活様式への言及である。
なお、本作は『カッツィ三部作』の第一作。続編として、1988年の『ポワカッツィ』、2002年の『ナコイカッツィ』が製作された。三部作はそれぞれ、人間・自然・テクノロジーの関係を違った観点から追っていく内容である。『コヤニスカッツィ』は三部作の中でもっとも知られた一編であり、カルトフィルムとされている。権利問題から1990年代は絶版状態であった。

## 内容
本作は、同一主題が繰り返される音楽をバックに、いくつかの映像シーケンスが途切れなく続くという構成をとる。DVDではチャプター分けされ、サウンドトラックのセクション毎の曲名がチャプタータイトルとなっている。
Beginning
最初のイメージは、ユタ州キャニオンランズ国立公園にあるホースシュー・キャニオンの「グレート・ギャラリー」に刻まれているフレモント・インディアンの絵文字。数シーン経て映し出される巨大な天然の天窓アーチは、キャニオンランズ国立公園内のニードルスにあるPaul Bunyan’s Potty である。このセクションでは、フレモント族のおぼろげな壁画（王冠を被った、ひときわ背の高い影のまわりに集うひょろ長い影の壁画）の映像などが登場する。
Organic
次に重ねられるイメージは、アポロ12号計画のサターンVロケット打ち上げのクローズアップ。荒涼とした砂漠の景観へと徐々にフェードアウトし、雲の生成や峡谷の湖面など自然現象の記録映像へと進む。
Resource
ここから自然への人間の介入についての洞察が織り込まれていく。低空で移動撮影された波立つ湖面のショットから、同じく低空移動撮影の刈り整えられた農園のショットへの移行では、人間の技術の存在が暗示される。次に、パウエル湖の水をたたえた峡谷の岩々の空撮映像から、黒煙を巻き上げる採掘用トラックのシーンが始まる。砂漠に設置された送電塔と送電線のショットが続き、鉱石採掘、大規模発電所、グレンキャニオンダム、ネバダ砂漠での原子爆弾実験などのストック・フッテージを交えて、人間の自然への絶え間ない介入が描写されている。
Vessels
続く“Vessels”(就航船)と題されたチャプターでは、2機のユナイテッド航空の商用機ボーイング747が滑走路を地上走行する3分32秒の作品中で最長の1ショットが挿入される。この“Vessels”のチャプターは、ロサンゼルスのフリーウェイの膨大な量の交通の流れや巨大な車両集積施設などのシーンで構成されている。また、整然と配列された大量の戦車群の記録映像、B-1爆撃機の尾翼からのショットなどが続く。
Cloudscape
このチャプターでは人間の営みと自然の営みをあわせて提示する手法が再び現れ、雲海の影がニューヨーク市の摩天楼を横切る様子が微速度撮影で写し出される。
Pruitt-Igoe
次のシーケンス“Pruitt-Igoe”（プルーイット・アイゴー）では破綻してしまった宅地開発のショットが続き、プルーイット・アイゴーという計画団地の崩壊と爆破による取り壊しの記録映像が挿入される。プルーイット・アイゴーはかつてはモダニズムのデザインで知られていたが、居住者たちの生活環境の破綻から瞬く間に失敗プロジェクトと化した計画団地である。このシーケンスは巨大建築の爆破映像と吹き飛ぶテレビのショットで締めくくられる。
Slow-People
このチャプターは、空港カウンターで列をなす大群衆を早回しで捕らえたシーンから始まる。都市を闊歩する人の群れがスローモーションでこれに続く。
The Grid
“The Grid” は最も長いチャプターで約22分に及ぶ。映画作品としてのこのシーケンスのテーマは、「現代における生の営みのスピード」だと言える。大都市のビル群と摩天楼のガラスに反射する日没のショットで幕を開け、現代的な都市生活のあらゆる側面が映し出されていく。都市生活の典型的なひとこまが微速度撮影による早回しで次々に流れ、現代のテクノロジーと人々の生活パターンが互いにもたらしあった影響が映像で表現されている。
まずは、夜間に高層ビルから捉えた都市に張り巡らされた交通網のショット。そして、高層ビルの後ろを横切っていく満月の映像が続く。シーンは遠景から近景へと移り、高速道路の車の流れが現れる。都市の上に日が昇っていく光景とともに、出勤する人々のショットとなる。ここで映画はいったん通常スピードに戻り、食品加工場の流れ作業でソーセージが次々にパッケージングされるシーンがはさまれる。手紙の仕分け、ジーンズの縫いつけ、テレビの組み立て工程など様々な作業が流れ作業で着々と進められていく。ベルトコンベヤーを流れるホットドッグとエスカレーターを次々と上っていく人々のショットが途切れなく流れ、娯楽産業のシーンでも早回しとカット挿入のペース、バックに流れる音楽はスピードを緩めることなく続いていく。このスピードを保ったまま、人々が食べ、遊び、買い物をし、働く光景が現われる。次に自動車組み立てラインのシーンが現れ、このシーケンスの一巡目が終了。
場面は再び高速道路のシーンとなり、夜中の高速道路のカットと対をなす日中の高速道路のショットが始まる。これまで遠景から撮影されていた視点が変化し、移動する車内からの光景、ショッピングカートやお菓子工場のベルトコンベヤーの上から撮影された光景、テレビの組み立てラインの撮影、エレベーターの上り下りの様子など一人称の視点を取った映像にまとめられる。カリフォルニア州道480号線の高架式高速道路（この映画の撮影後、1989年のロマ・プリータ地震で倒壊）やワールドトレードセンターにあったPATHの駅へ上っていくエスカレーターのシーンも含まれている。その後、高速でザッピングされていくテレビが現れ、自動車事故、超スピードのため映像がぼやけたニュースキャスター、アメフトの試合、黒板に錠剤の商品名を書く人影などの映像が次々に挿入される。このチャプターには一人の男性と二組のカップルがカメラに対して反応するスローモーションのシーンもあり、最初の男性は撮影に対して無頓着、次のカップルは多少の混乱を見せ、最後のカップルは男性が強い怒りを、女性も苛立ちを見せている。車内から撮影されていたショットは、最後にはこれまでにないスピードに達し、映像的な結末をみせないまま終了する。主題の反復を繰り返していたバックの音楽も音楽的な結末を聞かせぬまま終了する。
Microchips
集積回路の写真と都市の衛星写真が対比され、レイアウト上の明らかな類似が映像で指摘される。
Prophecies
このチャプターは、都市生活の肖像として物乞いから初舞台を控えた女優まで様々な人物のショットで構成される。ここで登場する消防士たちが街頭で煙に巻かれて活動しているシーンは、1977年のニューヨーク大停電で起きた暴動の後始末の一幕である。
Ending
“Ending”は、1960年代初頭のマーキュリー計画の打ち上げ用無人ロケットアトラスが打ち上げ後の上昇で大破した場面の記録映像。このシーンはよくチャレンジャーの打ち上げと誤解されるが、チャレンジャー号爆発事故は本作品の3年後の出来事である。燃え盛るエンジンが地上へまっすぐに落ちていく様子が見られる。最後に冒頭の「グレート・ギャラリー」の絵文字のカットが現れ、この作品は一回りのサイクルを完成させて終了する。ラストは冒頭のショットとほぼ同じカットだが、冒頭の壁画のひょろ長い暗い影はそこにはなく、かたちの異なるモチーフの壁画が用いられている。

## 製作クレジットについて
フランシス・フォード・コッポラはこの映画の製作には実際には携わっていないが、本作の公式サイトでも製作者としてクレジットされている。ゴッドフリー・レッジョのインタビューによれば、「（コッポラは）この映画を世間に知らしめるためにできることがあれば力を貸したい、と名乗り出てくれました。そこで彼の名前を製作にクレジットさせてもらうことになったのです」とのこと。なおコッポラは本編にカメオ出演しており、1時間9分過ぎのところで画面左側からエレベータに乗り込んでいくのが確認できる。

## 音楽
レッジョは当初からフィリップ・グラスに音楽を依頼しようと考えており、共通の知人を通じて話を持ちかけたところ、「映画音楽を作るつもりはありません。」というのが当初のグラスの返答だったという。レッジョは直接話し合う機会を設けて口説き続けたが、グラスはその後も固辞していた。一計を案じたレッジョは、グラスの過去作品をサウンドトラックとして習作フォトモンタージュを作成して、グラスのためにニューヨークで試写を行った。映像を見たグラスは、音楽制作を即時に快諾したらしい。本作のサウンドトラックは商業的に成功したグラスの最初の作品となった。『カッツィ』三部作の残り2本についても、彼が音楽を担当することになる。
“The Grid”のチャプターは、金管楽器によるゆっくりとした主題の繰り返しで幕を開け、21分に及ぶ演奏の中でスピードと音強を増していく構成となっている。曲の速さが最高潮に達する部分で、ベースラインの旋律を奏でているのはシンセサイザーである。
映画の公開後、1983年にグラスのサウンドトラック作品がリリースされた。オリジナルの音楽は映画本編と同じ長さで製作されていたが、サントラとしてリリースされたのは46分のもので、一部セクションのみを取りまとめた内容だった。1998年、グラスは再レコーディングを行い、73分21秒の作品をノンサッチ・レコードから再リリースした。オリジナル版の曲の収録時間を延ばし、2曲が加えられている。この再リリースアルバムは映画のサウンドトラックではなく、グラスのオリジナル作品“Koyaanisqatsi”ということになっている。本作の好評を受け、フィリップ・グラス・アンサンブルはワールドツアーを慣行し、スクリーンをバックに生演奏を披露している。
| Track listing: 1. "Koyaanisqatsi" 3:30 2. "Vessels" 8:06 3. "Cloudscape" 4:39 4. "Pruit Igoe" 7:04 5. "The Grid" 14:56 6. "Prophecies" 8:10 | Re-recording track listing (1998): 1. "Koyaanisqatsi" 3:28 2. "Organic" 7:43 3. "Cloudscape" 4:34 4. "Resource" 6:39 5. "Vessels" 8:05 6. "Pruit Igoe" 7:53 7. "The Grid" 21:23 8. "Prophecies" 13:36 |

## 作品の含意
本作の裏側を追ったドキュメンタリー短編 “Essence of Life” で、レッジョは『カッツィ』シリーズは単純に映像を体験してもらうために製作されたもので、「（作品が）意味するところは見た人それぞれに委ねます」と述べている。レッジョ曰く、「これらの作品は、テクノロジーや産業が人間にもたらした結果をひけらかそうとしたものではありません。三部作で表現されているのは、政治、教育、経済の構造、国家の基本構造、言語、文化、宗教、といったもの全て、テクノロジーという概念を構成しているもの全てなのです。（テクノロジーが）“もたらした結果”についての映画ではありません。私たちはテクノロジーを“利用している”のではなく、テクノロジーの中に“生きている”のです。テクノロジーはあらゆる箇所にいきわたり、空気と同じような存在と化しているのですから」とのこと。
本編中にはいっさいの説明や台詞は挿入されていないが、「コヤニスカッツィ」（常軌を逸し、混乱した生活。平衡を失った世界の意）というホピの言葉は作中の冒頭と最後で、フィリップ・グラスの曲にのせて Albert de Ruiter がバスの暗い調子で詠唱している。また、ホピの予言詩が最後の数分、アンサンブルで歌われており、エンド・クレジット前に内容の英訳がインサートされる。
ジャック・エリュール、 ギー・ドゥボール、イヴァン・イリイチらの著作から本作の基本構想を得たことが、エンドクレジットに記されている。

## 備考
- 2000年、「コヤニスカッツィ」はアメリカ議会図書館により、アメリカ国立フィルム登録簿に登録されている。

- 日本での初公開は1984年の初頭に、当時六本木にあった西武グループ系の映画館「シネ・ヴィヴァン・六本木」その他にて行われた（尚、この当時はタイトルのカタカナ表記が「コヤニスカッツィ」ではなく「コヤニスカッティ」であった）。